# هيلدر كامارا
هيلدر بيسوا كامارا (بالبرتغالية: Hélder Pessoa Câmara. وُلد بتاريخ 7 فبراير 1909 في فورتاليزا في البرازيل، وتوفي بتاريخ 27 أغسطس عام 1999 في أوليندا) كان رئيس أساقفة كاثوليكيًّا برازيليًّا. بين 1964 و1985 كان رئيس أساقفة أبرشية أوليندا وريسيفي، أثناء سيادة النظام العسكري.
كان مناصرًا للاهوت التحرير، ويُذكر بخدماته الاجتماعية والسياسية للفقراء والديمقراطية وفي مجال حقوق الإنسان أثناء حكم ذلك النظام العسكري. دعا كامارا إلى كنيسة أقرب إلى المكروهين المهمَّشين، ودعا إلى اللاعُنفية. ومن مأثوراته: «أُطعم الفقراء فيُقال عني قِدِّيس، أَسأل عن سبب فقرهم فيُقال شيوعي». رُسم هيلدر كامارا قسيساً في عام 1931، وبعد فترة قصيرة من رسامته أسقفاً مساعداً لمدينة ريو دي جانيرو قام - في تعاون وثيق مع المطران جيوفاني مونتيني الذي أصبح لاحقاً البابا بولس السادس- بتأسيس المؤتمر القومي للأساقفة البرازيليين في شهر أكتوبر/تشرين الأول عام 1952، كما كان كامارا أيضاً أحد منظمي مؤتمر أساقفة أمريكا اللاتينية، ويعتبر تاريخ انعقاد المؤتمر الثاني من هذا النوع في مدينة ميديين الكولومبية عام 1968 كتاريخ لولادة حركة لاهوت التحرير.

## حداثته ودراسته
وُلد هيلدر بيسوا كامارا في فورتاليزا بولاية سيارا، في شمال البرازيل الفقير، لِأب محاسب، وأم مدرِّسة ابتدائية. تلقى تعليمه في مدارس كاثوليكية محلية، ثم التحق بمدرسة لاهوتية في 1923.

## سيرته المِهنية
صار قسيسًا في 1931 على رغم أنه لم يبلغ السن المناسب لهذا، إذ كان تعيينه من الكرسي الرسولي مباشرة. وفي 1952 صار أسقفًا مساعدًا بمدينة ريو دي جانيرو. في سنوات قسِّيسيّته الأولى كان داعمًا لمنظمة إنتغراليزمو اليمينية المتطرفة (قبل أن يعارض أيديولوجيتها لاحقًا). وأسَّس منظمتين اجتماعيتين: فيلق عمل سيارا في 1931، والاتحاد الكاثوليكي للعاملات في 1933. وفي 1959 عُين رئيس أساقفة أوليندا وريسيفي.
كان يُدعى وهو في منصبه «أسقف الأحياء الفقيرة»، لانحيازه الواضح لفقراء الحضر. شَجع هو ورجال دين آخرون القرويين على التحرُّر من نظرتهم الجَبْرية التقليدية، بتَدارُس الأناجيل في جماعات صغيرة، واقتراح البحث عن تغيير اجتماعي من خلال قراءاتهم. في 1952 نشط في تشكيل مؤتمر الأساقفة البرازيليين، وكان الأمين العام الأول له حتى 1964. وفي 1959 أسس «بانكو دا بروفيدنسيا» في ريو دي جانيرو، وهي مؤسسة خيرية لمكافحة الفقر والظلم الاجتماعي، بتسهيل تقليص القروض للسكان الفقراء.
حضر الجلسات الأربع التي عقدها المجمع الفاتيكاني الثاني، ولعب دورًا كبيرًا في صياغة الدستور الرِّعائيّ للكنيسة في العالم الحديث. في 16 نوفمبر 1965 -قبل أيام قليلة من فضّ المجمع- قاد 40 أسقفًا في اجتماع مسائي في مدافن دوميتِلّا السِّرْدابِية خارج روما، فاحتفلوا بالقربان المقدس، ووقعوا وثيقة عنوانها «أخوية المدافن السردابية»، فتحدى بعضهم بعضًا في 13 بندًا على العيش في فقر إنجيلي: بلا ألقاب شرفية ولا امتيازات ولا تفاخر دنيوي. وكان من تعاليمهم أن «زمالة الأساقفة تستقي وعيها الإنجيلي الأسمى من الخدمة المشترَكة لثُلثي البشرية الذين يعيشون في شقاء جسدي وثقافي وأخلاقي»، ودعَوا إلى الانفتاح «على الكل، أيًّا كان معتقدهم».
تحت قيادة كامارا صارت الكنيسة الرومانية الكاثوليكية البرازيلية ناقدة صريحة لدكتاتورية 1964-1985 العسكرية، وحركة قوية للتغيير الاجتماعي.

## روابط خارجية
- هيلدر كامارا على موقع IMDb (الإنجليزية)
- هيلدر كامارا على موقع الموسوعة البريطانية (الإنجليزية)
- هيلدر كامارا على موقع مونزينجر (الألمانية)
- هيلدر كامارا على موقع ميوزك برينز (الإنجليزية)
- هيلدر كامارا على موقع قاعدة بيانات الفيلم (الإنجليزية)